# Stanford Penner
Stanford Solomon (« Sol ») Penner (né le 5 juillet 1921 à Unna, en Allemagne et mort le 15 juillet 2016 à La Jolla, aux États-Unis) est un physicien et un ingénieur aéronautique.

## Biographie
Il entre aux États-Unis à l'âge de 15 ans. Après ses études en chimie à l'Union College en 1942 Salomon Penner fait un doctorat à l'université du Wisconsin à Madison en 1946 sous la direction de Farrington Daniels et de Theodore von Kármán. Celui-ci porte sur les problèmes liés à la propulsion solide. Ses études seront interrompues par son passage au Allegany Ballistics Laboratory (en) (Virginie-Occidentale) comme appelé dans l'armée. Après un bref passage comme post-doc au Centre de recherche Esso (en) à Linden (New Jersey) il entre au Jet Propulsion Laboratory comme ingénieur de recherche. En 1950 il devient professeur associé au Caltech jusqu'en 1964, date à laquelle il rejoint l'université de Californie à San Diego où il crée le département d'ingénierie. En 1974 il crée le Center for Energy Research,,.
Penner a longtemps collaboré avec von Kármán, en particulier dans le domaine de la combustion où ils ont donné leurs noms à la variable de Kármán-Penner. Il est également connu pour ses travaux dans les domaines de la spectroscopie et du transfert radiatif.

## Revues
Penner a créé trois revues :
- le Journal of Quantitative Spectroscopy & Radiative Transfer en 1960, dont il sera l'éditeur-en-chef pendant 30 ans ;
- Energy en 1976 ;
- le Journal of Defense Research en 1969[5].

## Ouvrages
- (en) S. S. Penner, Introduction to the study of chemical reactions in flow systems, Butterworth Scientific Publications, 1955
- (en) S. S. Penner, Chemistry Problems in Jet Propulsion, Pergamon Press, 1957 (ISBN 978-1124019994)
- (en) S. S. Penner, Quantitative Molecular Spectroscopy and Gas Emissivities, Addison-Wesley Publishing Company, 1959 (lire en ligne )
- (en) S. S. Penner et D. B. Olfe, Radiation and Reentry, Academic Press, 1968 (ISBN 978-0124144576)
- (en) S. S. Penner, Thermodynamics for Scientists and Engineers, Addison-Wesley, 1968 (ISBN 978-0201057652)
- S. S. Penner et L. Icerman, Energy: Demands, resources, impact, technology, and policy, Addison-Wesley Publishing Company, 1974
- S. S. Penner et L. Icerman, Energy Volume II: Non-nuclear Energy Technologies, Addison-Wesley Publishing Company, 1977 (ASIN B0006YW3DC)
- S. S. Penner, S. B. Alpert et V. Bendanillo, New Sources of Oil and Gas: Gases from Coal; Liquid Fuels from Coal, Shale, Tar Sands, and Heavy Oil Sources, Pergamon Press, 2013 (1re éd. 1982) (ASIN B00HVG5MGS)

## Distinctions
- Membre de l'Académie nationale d'ingénierie des États-Unis ;
- Membre de l'Académie américaine des arts et des sciences ;
- Membre de l'Académie internationale d'astronautique ;
- Distinguished Associate Award du département de l'Énergie des États-Unis ;
- Founders Award de l'Académie nationale d'ingénierie des États-Unis en 2007[6].